# Sociaaldemocratische Partij van Wit-Rusland (Assemblée)
De Sociaaldemocratische Partij van Wit-Rusland (Assemblée) (Wit-Russisch: Беларуская сацыял-дэмакратычная партыя (Грамада), Belaroeskaja Satsjyjal-Demakratytsjnaja Partyja (Hramada)), is de grootste sociaaldemocratische partij van Wit-Rusland en een van de voornaamste oppositiepartijen. De BSDP maakt deel uit van de oppositiecoalities Volkscoalitie 5 Plus en de Europese Coalitie Vrij Wit-Rusland.
De BSDP is een Westers georiënteerde sociaaldemocratische partij en ontvangt steun van diverse Europese sociaaldemocratische partijen. De Jusos van Noordrijn-Westfalen geeft zelfs trainingen aan BSDP-leden, hoewel dit steeds moeilijker wordt daar het voor de oppositie niet is toegestaan Wit-Rusland in en/of uit te reizen en de KGB steeds meer oppositieleden arresteert.
De voorzitter van de BSDP is Aljaksandr Kazoelin, een van de voornaamste tegenstanders van president Aleksandr Loekasjenko.
Bij de presidentsverkiezingen van 2006 was Kazoelin presidentskandidaat voor de partij en verwierf 2,3% van de stemmen. Bij de parlementsverkiezingen van 2008 behaalde de partij geen zetel